# Чорна Кам'янка
Чо́рна Ка́м'янка — село в Україні, в Іваньківській сільській громаді Уманського району Черкаської області. Розташоване на обох берегах річки Гірський Тікич (притока Тікичу) за 18 км на північний схід від селища Маньківка. Населення становить 1 015 осіб.

## Історія
Перші відомості про існування села належать до 17 століття. Тоді Чорна Кам'янка була сотенним містечком Білоцерківського полку.
У роки Другої світової війни 436 мешканців села воювали на фронтах, з них 199 загинули в боях, 208 нагороджені орденами і медалями.
У 1951 році тут встановлено пам'ятник на братській могилі воїнів-визволителів, а в 1969 році обеліск Слави односельцям, що загинули в роки війни.
У післявоєнні роки тут працював колгосп «Перемога», що спеціалізувався на вирощуванні зернових і технічних культур, було розвинуте м'ясо-молочне тваринництво. Господарство мало в користуванні 4529,2 га сільськогосподарських угідь, в тому числі 4233,8 га орної землі. В колгоспі працювали ремонтна майстерня, пилорама, млин. З 1955 року діяла Юрпільська ГЕС, потужністю 600 кіловат.
Також станом на 1972 рік працювали середня школа, бібліотека з фондом 12,1 тисяч книг, медичний пункт, пологовий будинок, дитячий садок, відділення зв'язку та ощадна каса, 5 магазинів.

### Чорнокам'янське селянське заворушення 1910
Приводом до виступу було примусове виділення землі для відрубів. Дізнавшись про відведення відрубникам-куркулям кращих земель, селяни 15 (28) вересня прогнали землеміра й припинили межові роботи в полі. 16 (29) вересня в село прибув загін поліції. Того самого дня бл. 400 селян, зібравшись біля сільської управи, звільнили чотирьох заарештованих односельчан, розгромили приміщення сільської управи, захопили й знищили плани і документи землевпорядної комісії. На допомогу поліції в село прибуло дві роти 74-го Ставропольського полку. Багато селян було заарештовано. В 1911 р. 38 учасників заворушення засуджено до різних строків тюремного ув'язнення.

### Голодомор 1932-33 та Друга світова Війна
Під час Голодомору 1932-33 років у селі загинуло 800 чоловік — більше ніж під час Другої світової війни, коли загинуло 200 чоловік.

## Населення

### Мова
Розподіл населення за рідною мовою за даними перепису 2001 року:
| Мова            | Кількість | Відсоток |
| --------------- | --------- | -------- |
| українська      | 1000      | 98.52%   |
| російська       | 12        | 1.18%    |
| білоруська      | 2         | 0.20%    |
| інші/не вказали | 1         | 0.10%    |
| Усього          | 1015      | 100%     |

## Відомі люди
- Шевченко Михайло Степанович (* 22 травня 1911) — Герой Радянського Союзу[3].

- Пилипенко Іван Ісакович — ректор Державної Академії статистики

## Пам'ятки
- Чорнокам'янський притікичський каньйон — ландшафтний заказник місцевого значення.

## Галерея

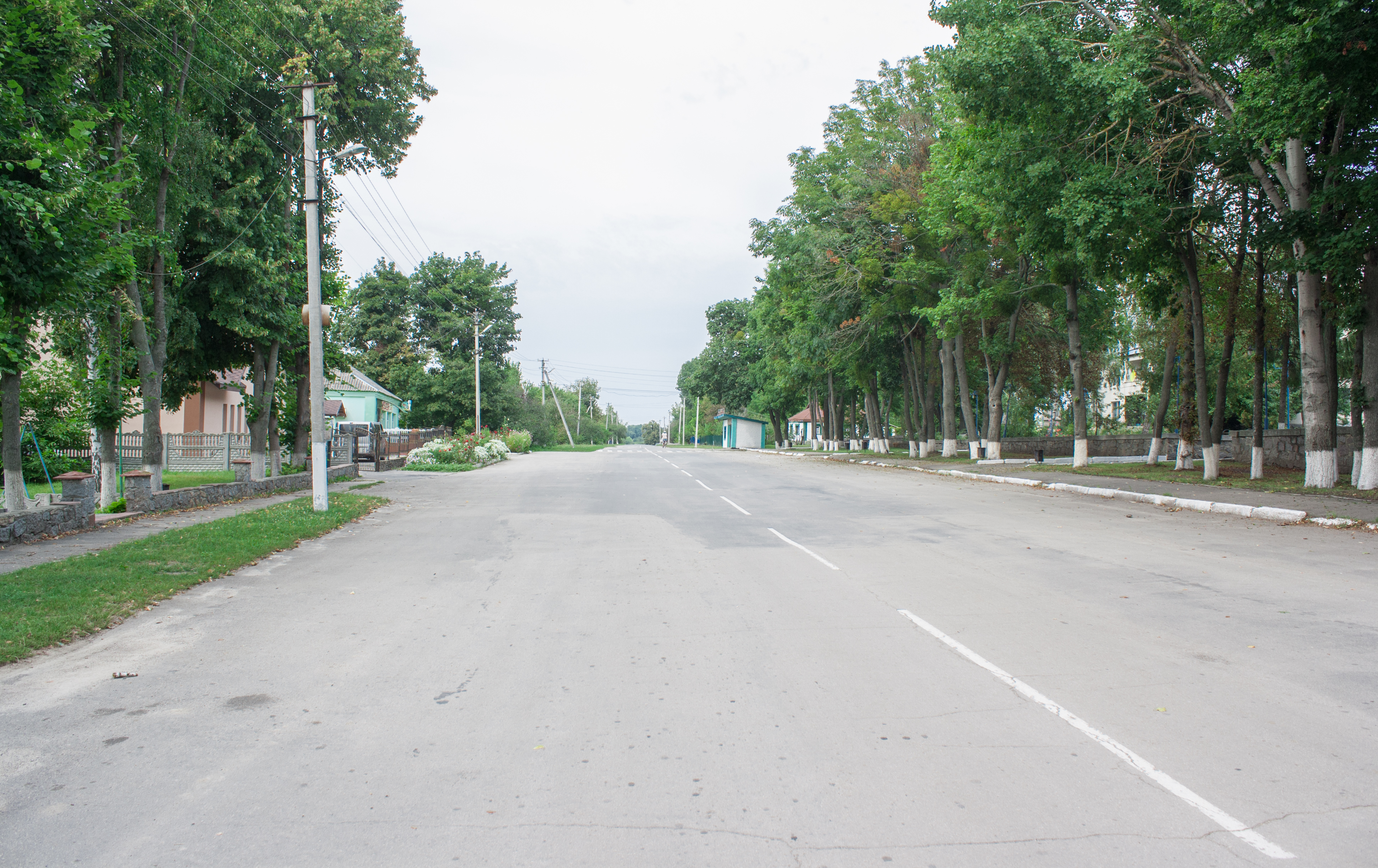
Центр села
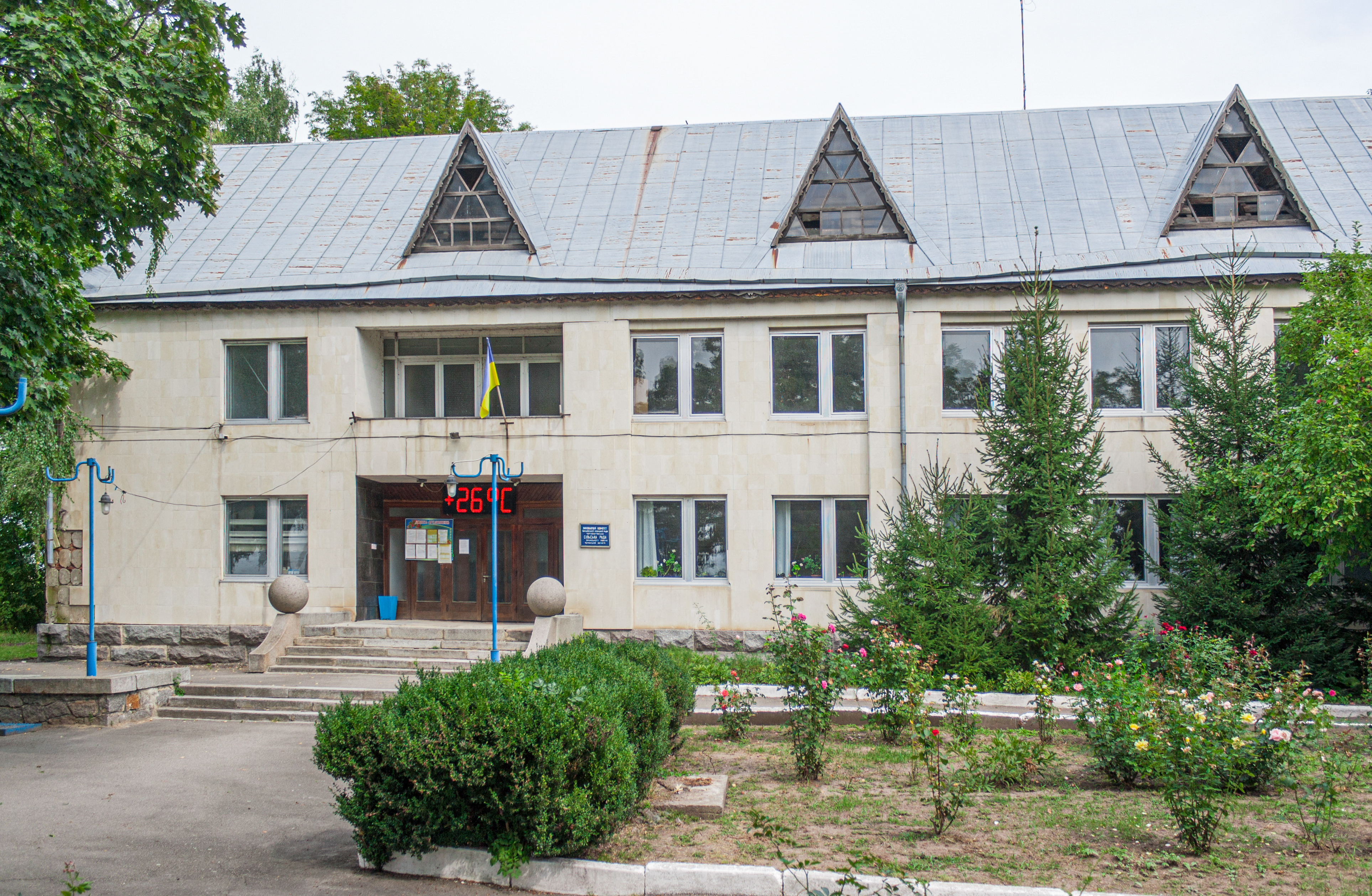
Сільрада
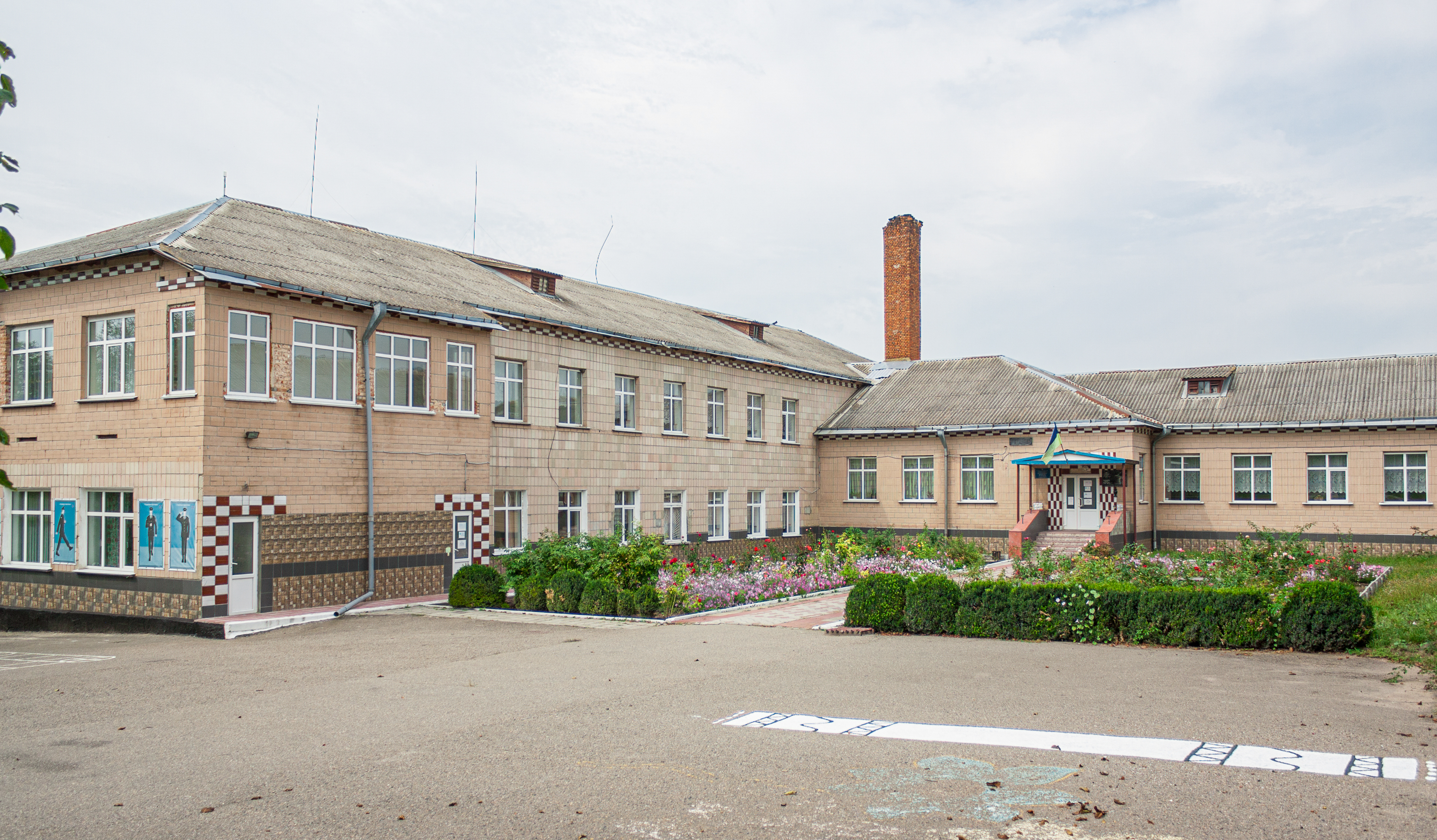
Школа
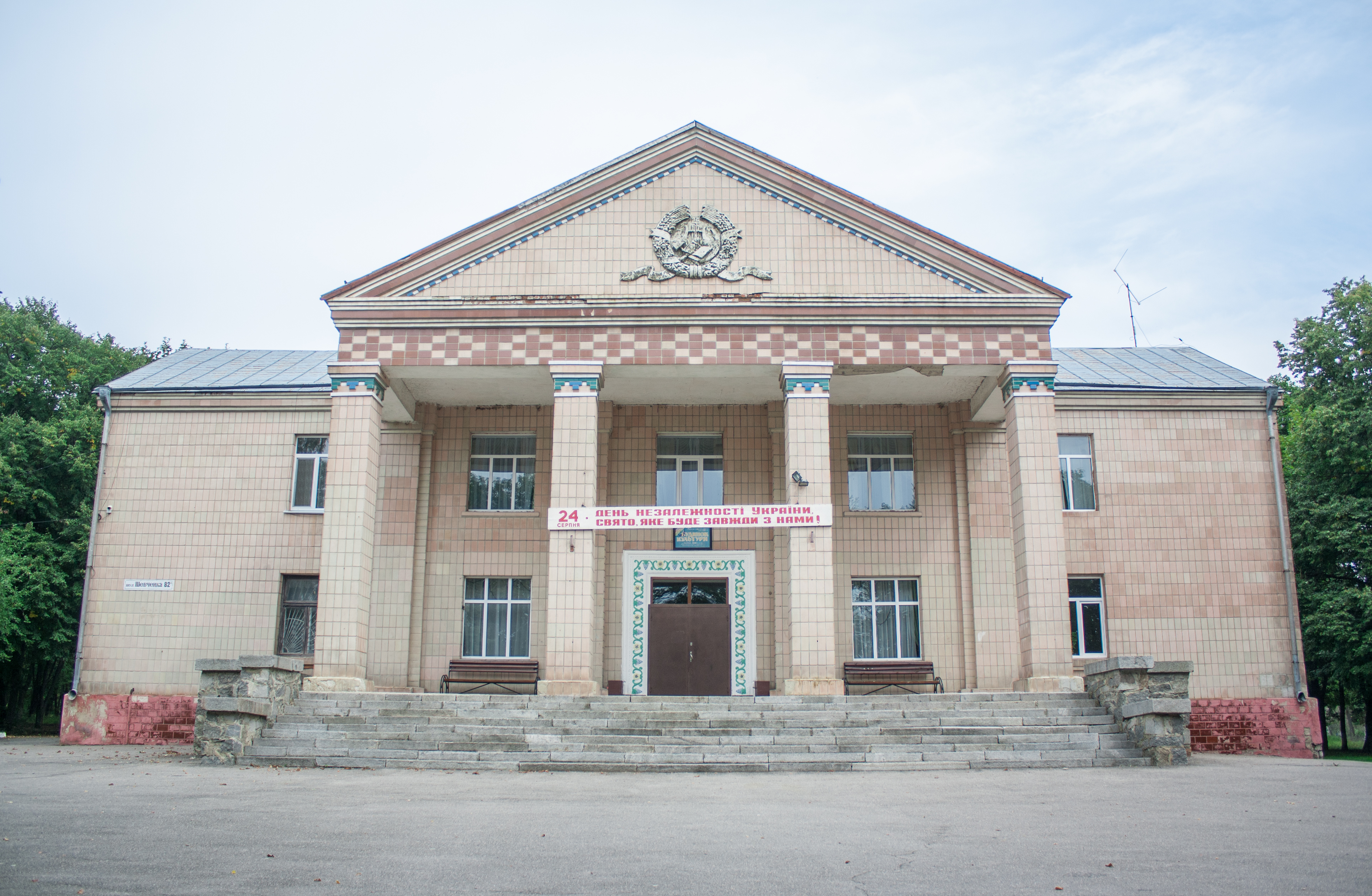
Будинок культури
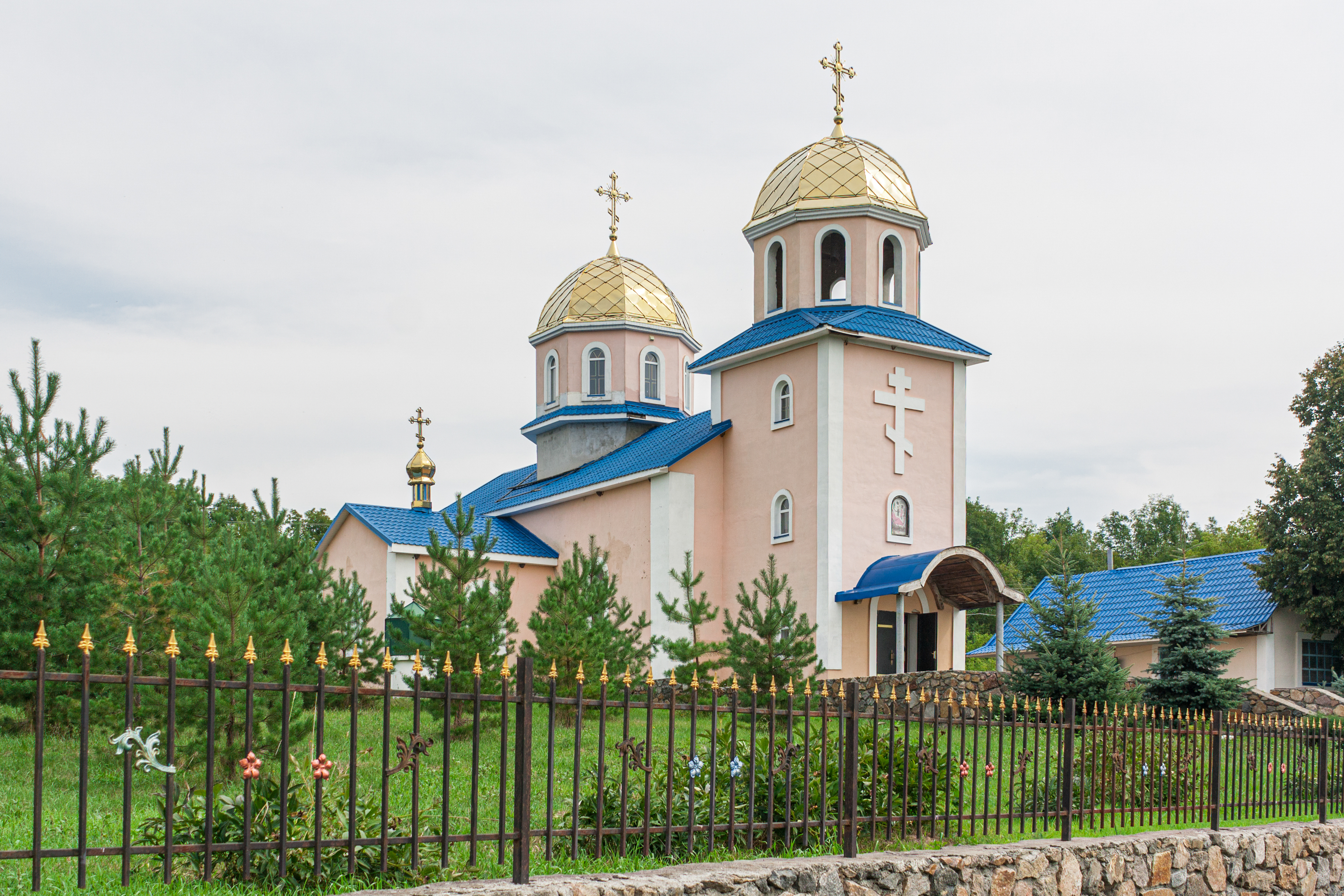
Церква
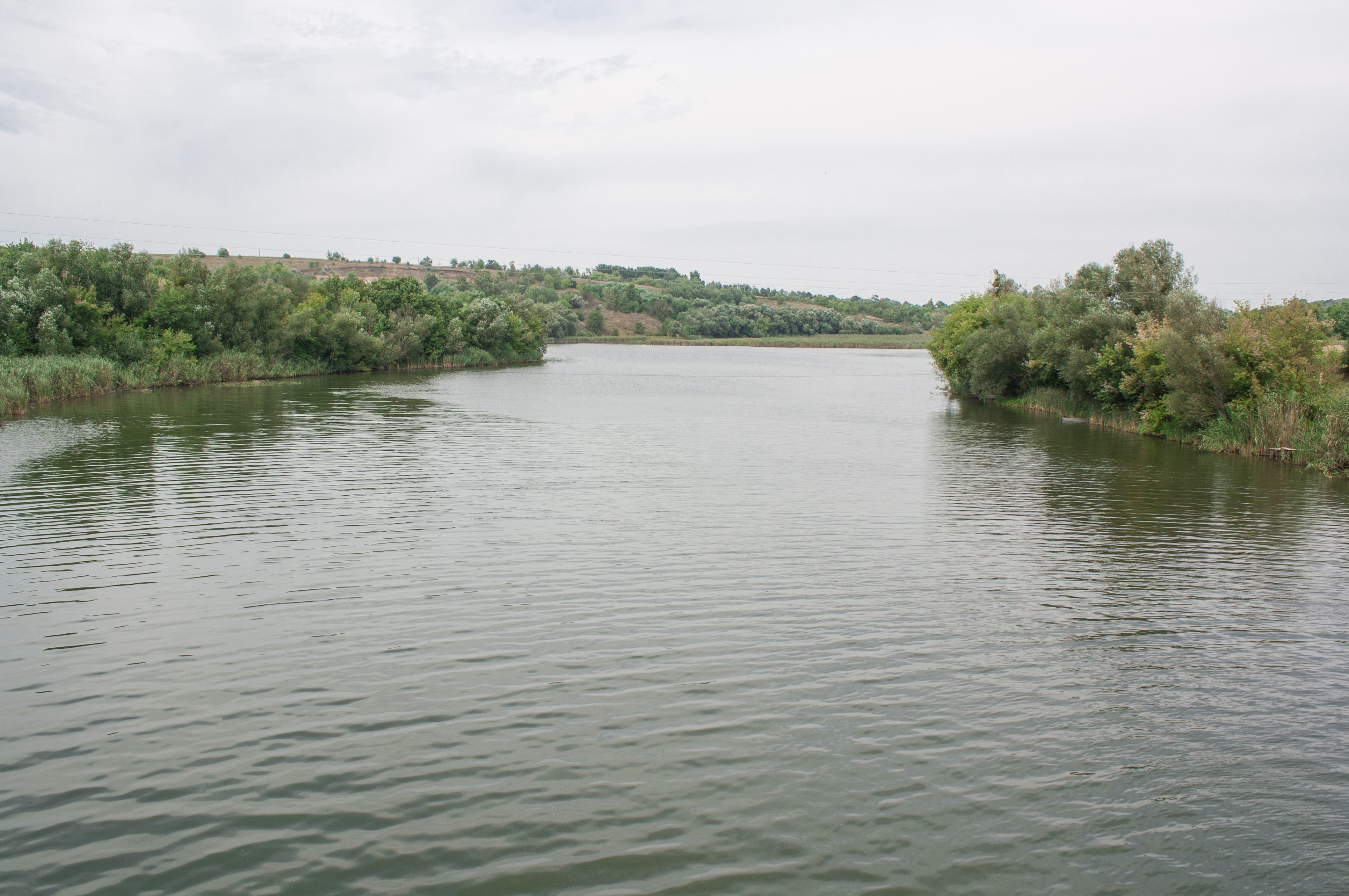
Річка Гірський Тікич
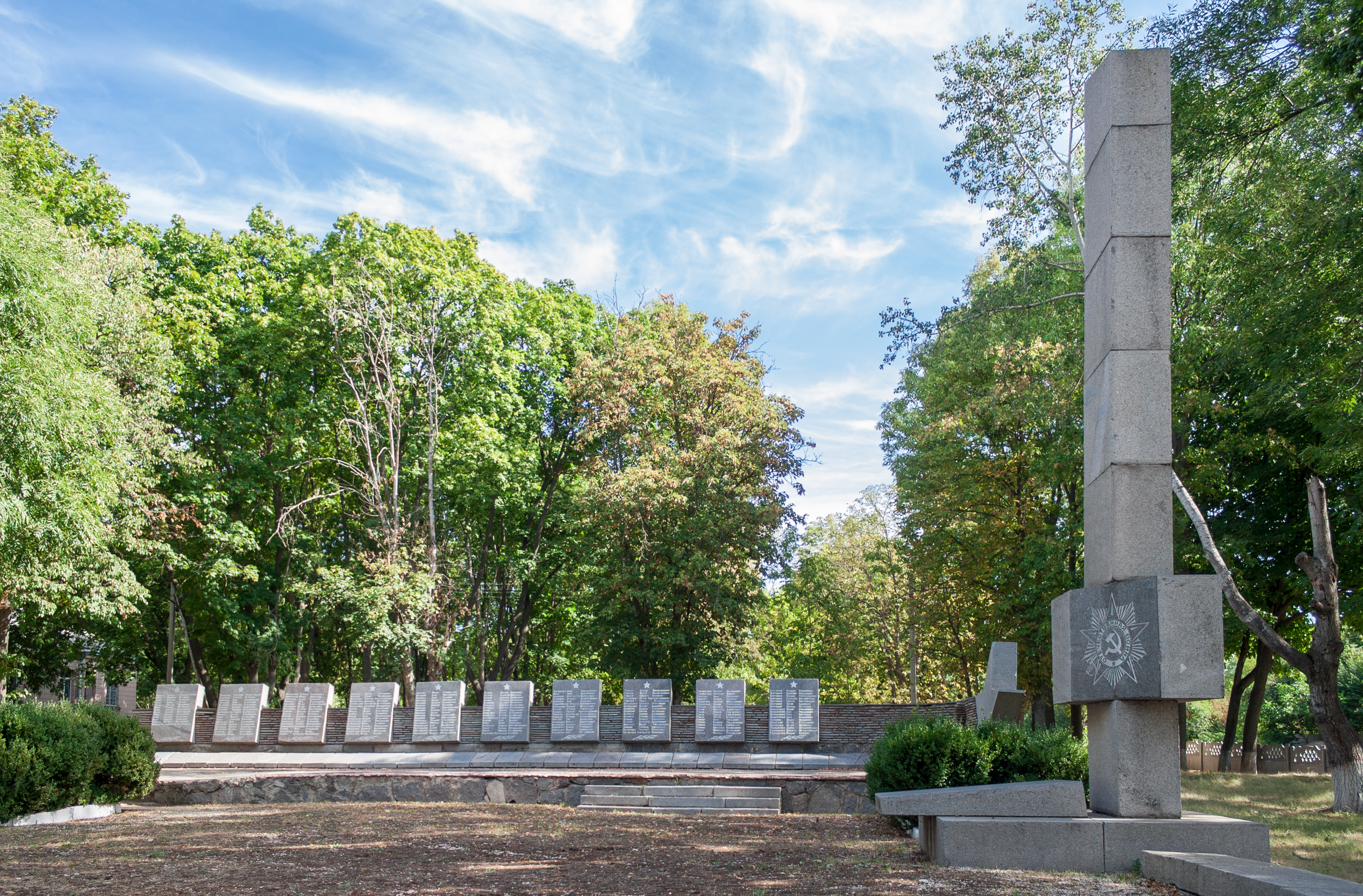
Пам'ятник воїнам-односельцям
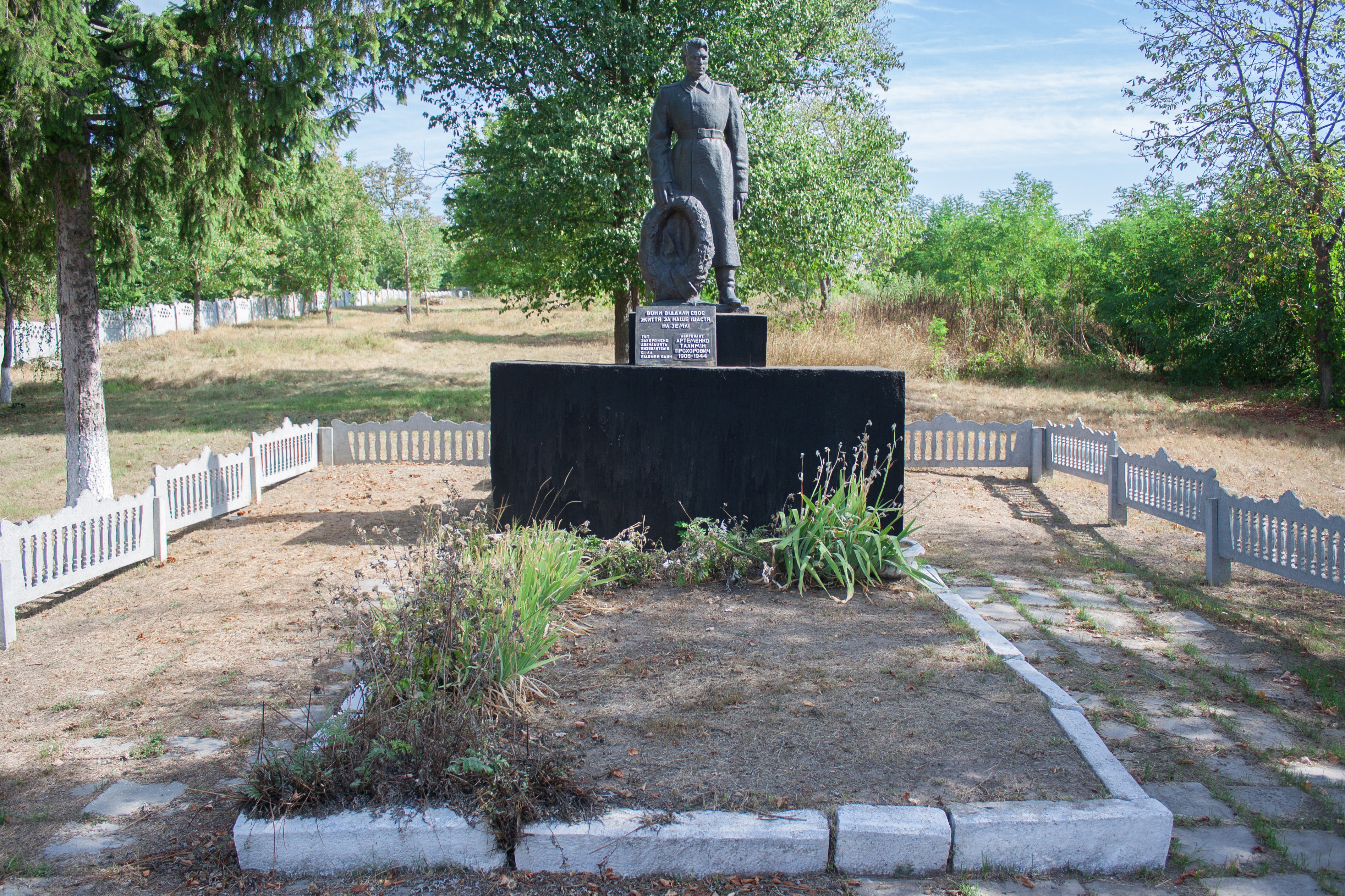
Братська могила радянських воїнів
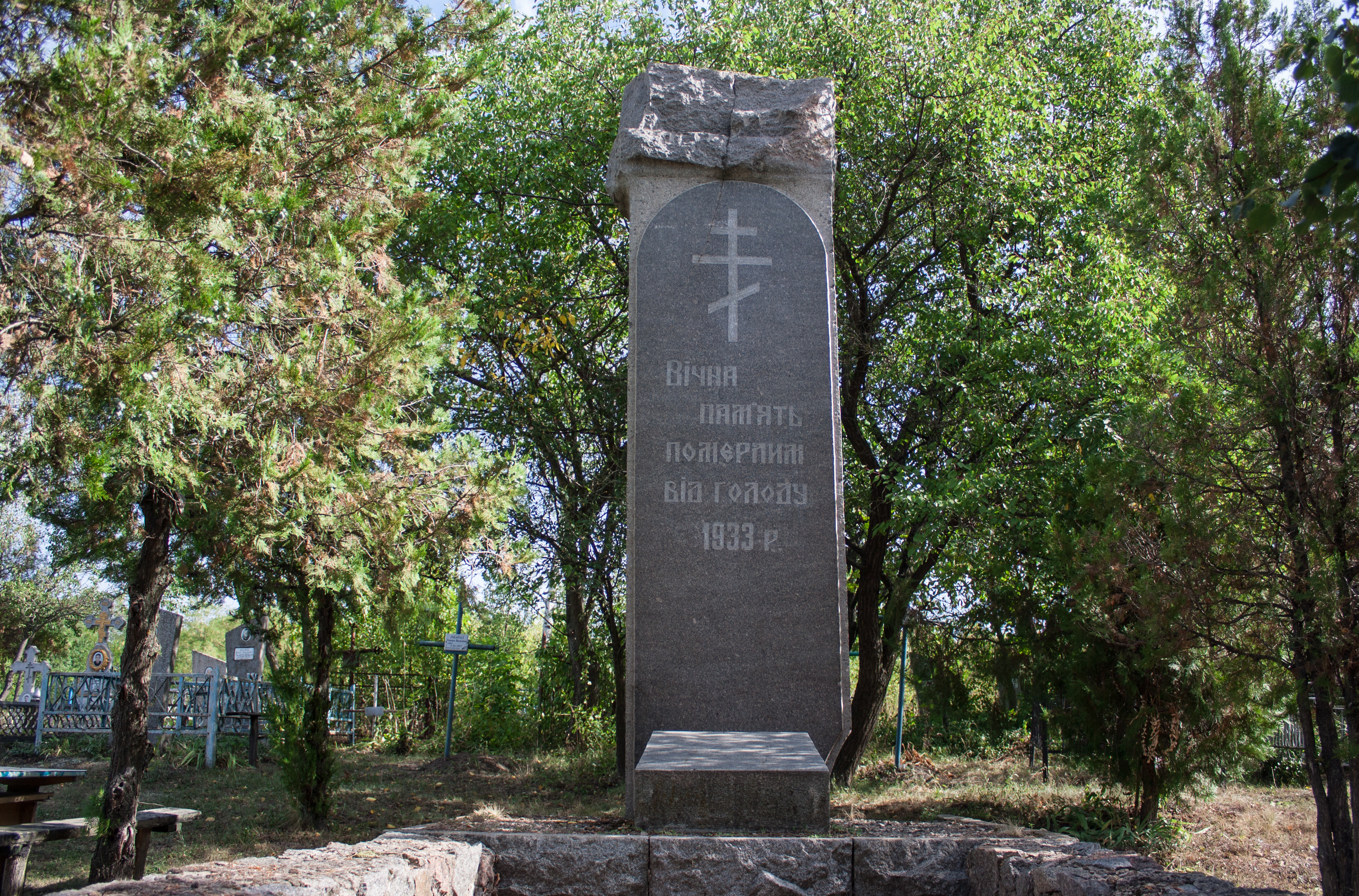
Пам’ятний знак жертвам Голодомору